# Роллерон

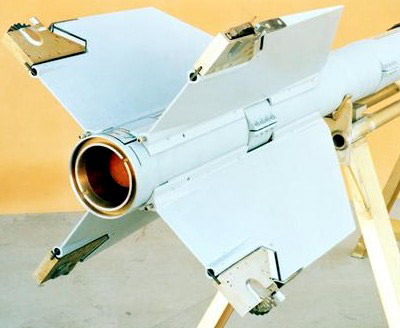
Роллероны на задней кромке рулей ракеты AIM-9 Sidewinder.

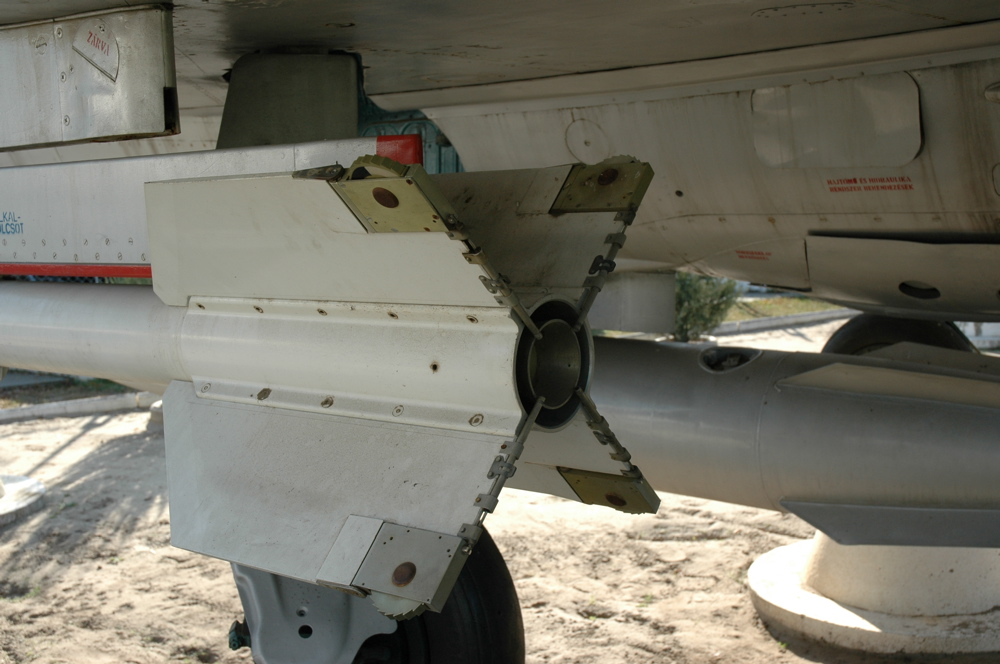
Роллероны на АА-2 Atoll.

Роллерон — это тип элерона, используемый в ракетах и размещённый на заднем конце каждого руля. Используется для пассивной стабилизации от вращения. Представляет собой металлическое колесо с насечками по окружности, направленными против потока воздуха. Во время полёта они будут вращаться со значительной скоростью и действовать как гироскопы. Любое вращение ракеты вдоль главной оси будет гаситься роллеронами: гироскопическая прецессия вынуждает роллерон двигаться в противоположном направлении к вращению.
Роллероны были впервые использованы в ракете AIM-9 Sidewinder.